# Giải vô địch bóng đá trẻ thế giới 2003
Giải vô địch bóng đá trẻ thế giới 2003 là giải đấu lần thứ 14 của Giải vô địch bóng đá trẻ thế giới. Được tổ chức tại Các Tiểu vương quốc Ả Rập Thống nhất từ ngày 27 tháng 11 đến ngày 19 tháng 12 năm 2003. Brasil đã giành chức vô địch lần thứ tư, trở thành quốc gia đầu tiên đồng thời vô địch cả ba giải đấu bóng đá thế giới các cấp (đội tuyển quốc gia, đội tuyển U-20 quốc gia và đội tuyển U-17 quốc gia). Giải đấu ban đầu được lên kế hoạch diễn ra từ ngày 25 tháng 3 đến ngày 16 tháng 4 năm 2003, nhưng đã bị hoãn lại do ảnh hưởng của Chiến tranh Iraq.

## Địa điểm
| Abu Dhabi                                                                                                | Abu Dhabi                      | Abu Dhabi                      | Abu Dhabi                       | Abu Dhabi                       | Abu Dhabi                       | Abu Dhabi              | Abu Dhabi              | Abu Dhabi              | Al Ain                              | Al Ain                              | Al Ain                              |
| --- | ------------------------------ | ------------------------------ | ------------------------------- | ------------------------------- | ------------------------------- | ---------------------- | ---------------------- | ---------------------- | ----------------------------------- | ----------------------------------- | ----------------------------------- |
| Sân vận động Zayed Sports City                                                                           | Sân vận động Zayed Sports City | Sân vận động Zayed Sports City | Sân vận động Mohammed bin Zayed | Sân vận động Mohammed bin Zayed | Sân vận động Mohammed bin Zayed | Sân vận động Al Nahyan | Sân vận động Al Nahyan | Sân vận động Al Nahyan | Sân vận động quốc tế Sheikh Khalifa | Sân vận động quốc tế Sheikh Khalifa | Sân vận động quốc tế Sheikh Khalifa |
| Sức chứa: 66,000                                                                                         | Sức chứa: 66,000               | Sức chứa: 66,000               | Sức chứa: 15,000                | Sức chứa: 15,000                | Sức chứa: 15,000                | Sức chứa: 12,000       | Sức chứa: 12,000       | Sức chứa: 12,000       | Sức chứa: 12,000                    | Sức chứa: 12,000                    | Sức chứa: 12,000                    |
| |                                |                                |                                 |                                 |                                 |                        |                        |                        |                                     |                                     |                                     |
| Abu DhabiSharjahDubaiAl AinGiải vô địch bóng đá trẻ thế giới 2003 (Các Tiểu vương quốc Ả Rập Thống nhất) |                                |                                |                                 |                                 |                                 |                        |                        |                        |                                     |                                     |                                     |
| Dubai | Dubai                          | Dubai                          | Dubai                           | Dubai                           | Dubai                           | Dubai                  | Dubai                  | Sharjah                | Sharjah                             | Sharjah                             | Sharjah                             |
| Sân vận động Al-Maktoum                                                                                  | Sân vận động Al-Maktoum        | Sân vận động Al-Maktoum        | Sân vận động Al-Maktoum         | Sân vận động Al-Rashid          | Sân vận động Al-Rashid          | Sân vận động Al-Rashid | Sân vận động Al-Rashid | Sân vận động Sharjah   | Sân vận động Sharjah                | Sân vận động Sharjah                | Sân vận động Sharjah                |
| Sức chứa: 12,000                                                                                         | Sức chứa: 12,000               | Sức chứa: 12,000               | Sức chứa: 12,000                | Sức chứa: 18,000                | Sức chứa: 18,000                | Sức chứa: 18,000       | Sức chứa: 18,000       | Sức chứa: 12,000       | Sức chứa: 12,000                    | Sức chứa: 12,000                    | Sức chứa: 12,000                    |
| |                                |                                |                                 |                                 |                                 |                        |                        |                        |                                     |                                     |                                     |

## Vòng loại
24 đội sau đây đã giành quyền tham dự Giải vô địch bóng đá trẻ thế giới 2003.
| Liên đoàn                              | Giải đấu loại                                 | Đội tuyển                                                    |
| -------------------------------------- | --------------------------------------------- | ------------------------------------------------------------ |
| AFC (châu Á)                           | Chủ nhà                                       | UAE                                                          |
| AFC (châu Á)                           | Giải vô địch bóng đá trẻ châu Á 2002          | Nhật Bản · Ả Rập Xê Út · Hàn Quốc · Uzbekistan1              |
| CAF (châu Phi)                         | Giải vô địch bóng đá trẻ châu Phi 2003        | Burkina Faso1 · Bờ Biển Ngà · Ai Cập · Mali                  |
| CONCACAF (Bắc, Trung Mỹ & Vùng Caribe) | Giải vô địch bóng đá U-20 CONCACAF 2003       | Canada · México · Panamá1 · Hoa Kỳ                           |
| CONMEBOL (Nam Mỹ)                      | Giải vô địch bóng đá trẻ Nam Mỹ 2003          | Argentina · Brasil · Colombia · Paraguay                     |
| OFC (châu Đại Dương)                   | Giải vô địch bóng đá U-20 châu Đại Dương 2002 | Úc                                                           |
| UEFA (châu Âu)                         | Giải vô địch bóng đá U-19 châu Âu 2002        | Séc · Anh · Đức · Cộng hòa Ireland · Slovakia1 · Tây Ban Nha |

1.^ Các đội lần đầu tiên tham dự.

## Đội hình
Danh sách đội hình, xem Danh sách cầu thủ tham dự giải vô địch bóng đá trẻ thế giới 2003.

## Vòng bảng
24 đội được chia thành sáu bảng, mỗi bảng bốn đội. Sáu đội nhất bảng, sáu đội nhì bảng và bốn đội ba bảng có thành tích tốt nhất sẽ giành quyền vào vòng đấu loại trực tiếp.

### Bảng A
| VT | Đội          | ST | T | H | B | BT | BB | HS | Đ | Giành quyền tham dự     |
| -- | ------------ | -- | - | - | - | -- | -- | -- | - | ----------------------- |
| 1  | Burkina Faso | 3  | 2 | 1 | 0 | 2  | 0  | +2 | 7 | Vòng đấu loại trực tiếp |
| 2  | Slovakia     | 3  | 2 | 0 | 1 | 5  | 2  | +3 | 6 | Vòng đấu loại trực tiếp |
| 3  | UAE (H)      | 3  | 1 | 1 | 1 | 3  | 5  | −2 | 4 | Vòng đấu loại trực tiếp |
| 4  | Panamá       | 3  | 0 | 0 | 3 | 1  | 4  | −3 | 0 |                         |

| UAE            | 1–4        | Slovakia                                            |
| -------------- | ---------- | --------------------------------------------------- |
| Al-Wehaibi 72' | (Chi tiết) | Brezinský 5' · Halenár 23' · Čech 48' · Hološko 81' |

| Panamá | 0–1        | Burkina Faso |
| ------ | ---------- | ------------ |
|        | (Chi tiết) | Bance 81'    |

| Burkina Faso | 1–0        | Slovakia |
| ------------ | ---------- | -------- |
| Zongo 6'     | (Chi tiết) |          |

| Panamá  | 1–2        | UAE                            |
| ------- | ---------- | ------------------------------ |
| Gun 36' | (Chi tiết) | Shehab 18' (ph.đ.) · Saleh 80' |

| UAE | 0–0        | Burkina Faso |
| --- | ---------- | ------------ |
|     | (Chi tiết) |              |

| Slovakia     | 1–0        | Panamá |
| ------------ | ---------- | ------ |
| Pečovský 49' | (Chi tiết) |        |

### Bảng B
| VT | Đội         | ST | T | H | B | BT | BB | HS | Đ | Giành quyền tham dự     |
| -- | ----------- | -- | - | - | - | -- | -- | -- | - | ----------------------- |
| 1  | Argentina   | 3  | 3 | 0 | 0 | 7  | 3  | +4 | 9 | Vòng đấu loại trực tiếp |
| 2  | Tây Ban Nha | 3  | 2 | 0 | 1 | 4  | 2  | +2 | 6 | Vòng đấu loại trực tiếp |
| 3  | Mali        | 3  | 1 | 0 | 2 | 4  | 7  | −3 | 3 |                         |
| 4  | Uzbekistan  | 3  | 0 | 0 | 3 | 3  | 6  | −3 | 0 |                         |

| Argentina          | 2–1        | Tây Ban Nha |
| ------------------ | ---------- | ----------- |
| Fernández 50', 74' | (Chi tiết) | Gabi 25'    |

| Uzbekistan                | 2–3        | Mali                                     |
| ------------------------- | ---------- | ---------------------------------------- |
| Inomov 18' · Geynrikh 63' | (Chi tiết) | Diarra 4' · Berthe 51' · Coulibaly 90+1' |

| Mali | 0–2        | Tây Ban Nha                          |
| ---- | ---------- | ------------------------------------ |
|      | (Chi tiết) | Juanfran 16' · S. García 77' (ph.đ.) |

| Uzbekistan  | 1–2        | Argentina                               |
| ----------- | ---------- | --------------------------------------- |
| Geynrikh 4' | (Chi tiết) | Fernández 70' · Cavenaghi 90+3' (ph.đ.) |

| Argentina                                       | 3–1        | Mali               |
| ----------------------------------------------- | ---------- | ------------------ |
| Ferreyra 13' · Herrera 26' · Diakité 32' (l.n.) | (Chi tiết) | Berthe 48' (ph.đ.) |

| Tây Ban Nha | 1–0        | Uzbekistan |
| ----------- | ---------- | ---------- |
| Iniesta 15' | (Chi tiết) |            |

### Bảng C
| VT | Đội    | ST | T | H | B | BT | BB | HS | Đ | Giành quyền tham dự     |
| -- | ------ | -- | - | - | - | -- | -- | -- | - | ----------------------- |
| 1  | Úc     | 3  | 2 | 1 | 0 | 6  | 4  | +2 | 7 | Vòng đấu loại trực tiếp |
| 2  | Brasil | 3  | 1 | 1 | 1 | 5  | 4  | +1 | 4 | Vòng đấu loại trực tiếp |
| 3  | Canada | 3  | 1 | 0 | 2 | 2  | 4  | −2 | 3 | Vòng đấu loại trực tiếp |
| 4  | Séc    | 3  | 0 | 2 | 1 | 2  | 3  | −1 | 2 |                         |

| Brasil                       | 2–0        | Canada |
| ---------------------------- | ---------- | ------ |
| D. Carvalho 56' · Nilmar 84' | (Chi tiết) |        |

| Séc           | 1–1        | Úc           |
| ------------- | ---------- | ------------ |
| Limberský 24' | (Chi tiết) | McDonald 49' |

| Úc                      | 2–1        | Canada   |
| ----------------------- | ---------- | -------- |
| Brosque 12' · McKay 54' | (Chi tiết) | Hume 33' |

| Séc           | 1–1        | Brasil       |
| ------------- | ---------- | ------------ |
| Limberský 34' | (Chi tiết) | Adaílton 37' |

| Brasil                 | 2–3        | Úc                            |
| ---------------------- | ---------- | ----------------------------- |
| Juninho 75' · Dudu 87' | (Chi tiết) | Danze 31', 37' · Dilevski 47' |

| Canada   | 1–0        | Séc |
| -------- | ---------- | --- |
| Hume 80' | (Chi tiết) |     |

### Bảng D
| VT | Đội      | ST | T | H | B | BT | BB | HS | Đ | Giành quyền tham dự     |
| -- | -------- | -- | - | - | - | -- | -- | -- | - | ----------------------- |
| 1  | Nhật Bản | 3  | 2 | 0 | 1 | 3  | 4  | −1 | 6 | Vòng đấu loại trực tiếp |
| 2  | Colombia | 3  | 1 | 2 | 0 | 4  | 1  | +3 | 5 | Vòng đấu loại trực tiếp |
| 3  | Ai Cập   | 3  | 1 | 1 | 1 | 1  | 1  | 0  | 4 | Vòng đấu loại trực tiếp |
| 4  | Anh      | 3  | 0 | 1 | 2 | 0  | 2  | −2 | 1 |                         |

| Colombia | 0–0        | Ai Cập |
| -------- | ---------- | ------ |
|          | (Chi tiết) |        |

| Nhật Bản   | 1–0        | Anh |
| ---------- | ---------- | --- |
| Sakata 54' | (Chi tiết) |     |

| Anh | 0–1        | Ai Cập     |
| --- | ---------- | ---------- |
|     | (Chi tiết) | Moteab 74' |

| Nhật Bản   | 1–4        | Colombia                                                      |
| ---------- | ---------- | ------------------------------------------------------------- |
| Sakata 75' | (Chi tiết) | De la Cuesta 35' · Castrillón 43' · Aguilar 65' · Rivas 90+3' |

| Colombia | 0–0        | Anh |
| -------- | ---------- | --- |
|          | (Chi tiết) |     |

| Ai Cập | 0–1        | Nhật Bản     |
| ------ | ---------- | ------------ |
|        | (Chi tiết) | Hirayama 79' |

### Bảng E
| VT | Đội              | ST | T | H | B | BT | BB | HS | Đ | Giành quyền tham dự                |
| -- | ---------------- | -- | - | - | - | -- | -- | -- | - | ---------------------------------- |
| 1  | Cộng hòa Ireland | 3  | 2 | 1 | 0 | 6  | 3  | +3 | 7 | Advance to Vòng đấu loại trực tiếp |
| 2  | Bờ Biển Ngà      | 3  | 1 | 2 | 0 | 4  | 3  | +1 | 5 | Advance to Vòng đấu loại trực tiếp |
| 3  | Ả Rập Xê Út      | 3  | 0 | 2 | 1 | 2  | 3  | −1 | 2 |                                    |
| 4  | México           | 3  | 0 | 1 | 2 | 2  | 5  | −3 | 1 |                                    |

| Ả Rập Xê Út    | 1–2        | Cộng hòa Ireland |
| -------------- | ---------- | ---------------- |
| Al-Mehyani 49' | (Chi tiết) | Elliott 18', 77' |

| México        | 1–2        | Bờ Biển Ngà           |
| ------------- | ---------- | --------------------- |
| De Nigris 85' | (Chi tiết) | Tohoua 19' · Koné 58' |

| Bờ Biển Ngà   | 2–2        | Cộng hòa Ireland          |
| ------------- | ---------- | ------------------------- |
| Koné 12', 67' | (Chi tiết) | Paisley 36' · Elliott 74' |

| México    | 1–1        | Ả Rập Xê Út  |
| --------- | ---------- | ------------ |
| Pinto 30' | (Chi tiết) | Majrashi 15' |

| Ả Rập Xê Út | 0–0        | Bờ Biển Ngà |
| ----------- | ---------- | ----------- |
|             | (Chi tiết) |             |

| Cộng hòa Ireland        | 2–0        | México |
| ----------------------- | ---------- | ------ |
| Paisley 35' · Kelly 85' | (Chi tiết) |        |

### Bảng F
| VT | Đội      | ST | T | H | B | BT | BB | HS | Đ | Giành quyền tham dự     |
| -- | -------- | -- | - | - | - | -- | -- | -- | - | ----------------------- |
| 1  | Hoa Kỳ   | 3  | 2 | 0 | 1 | 6  | 4  | +2 | 6 | Vòng đấu loại trực tiếp |
| 2  | Paraguay | 3  | 2 | 0 | 1 | 4  | 3  | +1 | 6 | Vòng đấu loại trực tiếp |
| 3  | Hàn Quốc | 3  | 1 | 0 | 2 | 2  | 3  | −1 | 3 | Vòng đấu loại trực tiếp |
| 4  | Đức      | 3  | 1 | 0 | 2 | 3  | 5  | −2 | 3 |                         |

| Paraguay      | 1–3        | Hoa Kỳ                               |
| ------------- | ---------- | ------------------------------------ |
| Dos Santos 6' | (Chi tiết) | Johnson 53' · Magee 68' · Convey 81' |

| Hàn Quốc                    | 2–0        | Đức |
| --------------------------- | ---------- | --- |
| Lee H.J. 51' · Lee J.M. 70' | (Chi tiết) |     |

| Đức                                     | 3–1        | Hoa Kỳ        |
| --------------------------------------- | ---------- | ------------- |
| Huth 47' · Trochowski 60' · Kneissl 63' | (Chi tiết) | Whitbread 77' |

| Hàn Quốc | 0–1        | Paraguay      |
| -------- | ---------- | ------------- |
|          | (Chi tiết) | Velázquez 14' |

| Paraguay               | 2–0        | Đức |
| ---------------------- | ---------- | --- |
| López 39' · Valdez 57' | (Chi tiết) |     |

| Hoa Kỳ                           | 2–0        | Hàn Quốc |
| -------------------------------- | ---------- | -------- |
| Johnson 13' (ph.đ.), 24' (ph.đ.) | (Chi tiết) |          |

### Xếp hạng các đội xếp thứ ba
| VT | Bg | Đội         | ST | T | H | B | BT | BB | HS | Đ | Giành quyền tham dự     |
| -- | -- | ----------- | -- | - | - | - | -- | -- | -- | - | ----------------------- |
| 1  | D  | Ai Cập      | 3  | 1 | 1 | 1 | 1  | 1  | 0  | 4 | Vòng đấu loại trực tiếp |
| 2  | A  | UAE (H)     | 3  | 1 | 1 | 1 | 3  | 5  | −2 | 4 | Vòng đấu loại trực tiếp |
| 3  | F  | Hàn Quốc    | 3  | 1 | 0 | 2 | 2  | 3  | −1 | 3 | Vòng đấu loại trực tiếp |
| 4  | C  | Canada      | 3  | 1 | 0 | 2 | 2  | 4  | −2 | 3 | Vòng đấu loại trực tiếp |
| 5  | B  | Mali        | 3  | 1 | 0 | 2 | 4  | 7  | −3 | 3 |                         |
| 6  | E  | Ả Rập Xê Út | 3  | 0 | 2 | 1 | 2  | 3  | −1 | 2 |                         |

## Vòng đấu loại trực tiếp

### Sơ đồ
|  | Round of 16      | Round of 16       |             |   | Tứ kết        | Tứ kết        |             |             | Bán kết | Bán kết |  |  | Chung kết | Chung kết |
|  |                  |                   |             |   |               |               |             |             |         |         |  |  |           |           |
|  | 8 tháng 12       |                   |             |   |               |               |             |             |         |         |  |  |           |           |
|  |                  |                   |             |   |               |               |             |             |         |         |  |  |           |           |
|  | Burkina Faso     | 0                 |             |   |               |               |             |             |         |         |  |  |           |           |
|  | Burkina Faso     | 0                 | 12 tháng 12 |   |               |               |             |             |         |         |  |  |           |           |
|  | Canada           | 1                 |             |   |               |               |             |             |         |         |  |  |           |           |
|  | Canada           | 1                 | Canada      | 1 |               |               |             |             |         |         |  |  |           |           |
|  | 9 tháng 12       |                   | Canada      | 1 |               |               |             |             |         |         |  |  |           |           |
|  |                  | Tây Ban Nha (aet) | 2           |   |               |               |             |             |         |         |  |  |           |           |
|  | Paraguay         | Tây Ban Nha (aet) | 2           | 0 |               |               |             |             |         |         |  |  |           |           |
|  | Paraguay         |                   | 15 tháng 12 | 0 |               |               |             |             |         |         |  |  |           |           |
|  | Tây Ban Nha      | 1                 |             |   |               |               |             |             |         |         |  |  |           |           |
|  | Tây Ban Nha      | 1                 | Tây Ban Nha | 1 |               |               |             |             |         |         |  |  |           |           |
|  | 9 tháng 12       |                   | Tây Ban Nha | 1 |               |               |             |             |         |         |  |  |           |           |
|  |                  | Colombia          | 0           |   |               |               |             |             |         |         |  |  |           |           |
|  | Cộng hòa Ireland | Colombia          | 0           | 2 |               |               |             |             |         |         |  |  |           |           |
|  | Cộng hòa Ireland | 12 tháng 12       |             | 2 |               |               |             |             |         |         |  |  |           |           |
|  | Colombia (aet)   | 3                 |             |   |               |               |             |             |         |         |  |  |           |           |
|  | Colombia (aet)   | 3                 | Colombia    | 1 |               |               |             |             |         |         |  |  |           |           |
|  | 9 tháng 12       |                   | Colombia    | 1 |               |               |             |             |         |         |  |  |           |           |
|  |                  | UAE               | 0           |   |               |               |             |             |         |         |  |  |           |           |
|  | Úc               | UAE               | 0           | 0 |               |               |             |             |         |         |  |  |           |           |
|  | Úc               |                   | 19 tháng 12 | 0 |               |               |             |             |         |         |  |  |           |           |
|  | UAE              | 1                 |             |   |               |               |             |             |         |         |  |  |           |           |
|  | UAE              | 1                 | Tây Ban Nha | 0 |               |               |             |             |         |         |  |  |           |           |
|  | 8 tháng 12       |                   | Tây Ban Nha | 0 |               |               |             |             |         |         |  |  |           |           |
|  |                  | Brasil            | 1           |   |               |               |             |             |         |         |  |  |           |           |
|  | Nhật Bản (aet)   | Brasil            | 1           | 2 |               |               |             |             |         |         |  |  |           |           |
|  | Nhật Bản (aet)   | 12 tháng 12       |             | 2 |               |               |             |             |         |         |  |  |           |           |
|  | Hàn Quốc         | 1                 |             |   |               |               |             |             |         |         |  |  |           |           |
|  | Hàn Quốc         | 1                 | Nhật Bản    | 1 |               |               |             |             |         |         |  |  |           |           |
|  | 9 tháng 12       |                   | Nhật Bản    | 1 |               |               |             |             |         |         |  |  |           |           |
|  |                  | Brasil            | 5           |   |               |               |             |             |         |         |  |  |           |           |
|  | Brasil (aet)     | Brasil            | 5           | 2 |               |               |             |             |         |         |  |  |           |           |
|  | Brasil (aet)     |                   | 15 tháng 12 | 2 |               |               |             |             |         |         |  |  |           |           |
|  | Slovakia         | 1                 |             |   |               |               |             |             |         |         |  |  |           |           |
|  | Slovakia         | 1                 | Brasil      | 1 |               |               |             |             |         |         |  |  |           |           |
|  | 8 tháng 12       |                   | Brasil      | 1 |               |               |             |             |         |         |  |  |           |           |
|  |                  | Argentina         | 0           |   | Tranh hạng ba | Tranh hạng ba |             |             |         |         |  |  |           |           |
|  | Hoa Kỳ           | Argentina         | 0           | 2 | Tranh hạng ba | Tranh hạng ba |             |             |         |         |  |  |           |           |
|  | Hoa Kỳ           | 12 tháng 12       | 12 tháng 12 | 2 |               |               | 19 tháng 12 | 19 tháng 12 |         |         |  |  |           |           |
|  | Bờ Biển Ngà      | 12 tháng 12       | 12 tháng 12 | 0 |               |               | 19 tháng 12 | 19 tháng 12 |         |         |  |  |           |           |
|  | Bờ Biển Ngà      | Hoa Kỳ            | 1           | 0 | Colombia      | 2             |             |             |         |         |  |  |           |           |
|  | 8 tháng 12       | Hoa Kỳ            | 1           |   | Colombia      | 2             |             |             |         |         |  |  |           |           |
|  |                  | Argentina (aet)   | 2           |   | Argentina     | 1             |             |             |         |         |  |  |           |           |
|  | Argentina (aet)  | Argentina (aet)   | 2           | 2 | Argentina     | 1             |             |             |         |         |  |  |           |           |
|  | Argentina (aet)  |                   |             | 2 |               |               |             |             |         |         |  |  |           |           |
|  | Ai Cập           | 1                 |             |   |               |               |             |             |         |         |  |  |           |           |
|  | Ai Cập           | 1                 |             |   |               |               |             |             |         |         |  |  |           |           |

### Vòng 16 đội
| Nhật Bản         | 2–1 (s.h.p.) | Hàn Quốc      |
| ---------------- | ------------ | ------------- |
| Sakata 82', 105' | (Chi tiết)   | Choi S.K. 38' |

| Argentina           | 2–1 (s.h.p.) | Ai Cập      |
| ------------------- | ------------ | ----------- |
| Cavenaghi 27', 114' | (Chi tiết)   | Metwaly 42' |

| Burkina Faso | 0–1        | Canada      |
| ------------ | ---------- | ----------- |
|              | (Chi tiết) | Simpson 59' |

| Hoa Kỳ                        | 2–0        | Bờ Biển Ngà |
| ----------------------------- | ---------- | ----------- |
| Mapp 7' · Johnson 43' (ph.đ.) | (Chi tiết) |             |

| Brasil         | 2–1 (s.h.p.) | Slovakia |
| -------------- | ------------ | -------- |
| Dudu 83', 100' | (Chi tiết)   | Sebo 61' |

| Paraguay | 0–1        | Tây Ban Nha   |
| -------- | ---------- | ------------- |
|          | (Chi tiết) | S. García 66' |

| Úc | 0–1        | UAE       |
| -- | ---------- | --------- |
|    | (Chi tiết) | Matar 89' |

| Cộng hòa Ireland           | 2–3 (s.h.p.) | Colombia                                |
| -------------------------- | ------------ | --------------------------------------- |
| Doyle 85' · McCarthy 90+2' | (Chi tiết)   | Perea 11' · Montaño 70' · Carrillo 104' |

### Tứ kết
| Canada   | 1–2 (s.h.p.) | Tây Ban Nha                 |
| -------- | ------------ | --------------------------- |
| Hume 53' | (Chi tiết)   | Iniesta 35' · Arizmendi 97' |

| Colombia    | 1–0        | UAE |
| ----------- | ---------- | --- |
| Montaño 14' | (Chi tiết) |     |

| Hoa Kỳ     | 1–2 (s.h.p.) | Argentina                                    |
| ---------- | ------------ | -------------------------------------------- |
| Convey 59' | (Chi tiết)   | Mascherano 90+4' · Cavenaghi 104' (phạt đền) |

| Nhật Bản     | 1–5        | Brasil                                               |
| ------------ | ---------- | ---------------------------------------------------- |
| Hirayama 89' | (Chi tiết) | D. Carvalho 2', 13' · Kléber 15' · Nilmar 34', 90+1' |

### Bán kết
| Brasil   | 1–0        | Argentina |
| -------- | ---------- | --------- |
| Dudu 65' | (Chi tiết) |           |

| Tây Ban Nha         | 1–0        | Colombia |
| ------------------- | ---------- | -------- |
| Iniesta 86' (ph.đ.) | (Chi tiết) |          |

### Tranh hạng ba
| Colombia                      | 2–1        | Argentina      |
| ----------------------------- | ---------- | -------------- |
| Carrillo 16' · Castrillón 62' | (Chi tiết) | Ferreyra 45+1' |

### Chung kết
| Tây Ban Nha | 0–1        | Brasil          |
| ----------- | ---------- | --------------- |
|             | (Chi tiết) | Fernandinho 87' |

| Tây Ban Nha | Brasil |

## Vô địch
| Giải vô địch bóng đá trẻ thế giới 2003 |
| -------------------------------------- |
| · Brasil · Lần thứ 4                   |

## Giải thưởng
| Chiếc giày vàng | Quả bóng vàng | Giải phong cách FIFA |
| --------------- | ------------- | -------------------- |
| Eddie Johnson   | Ismail Matar  | Colombia             |

## Cầu thủ ghi bàn
4 bàn
- Dudu
- Fernando Cavenaghi
- Daisuke Sakata
- Eddie Johnson

3 bàn
- Arouna Koné
- Andrés Iniesta
- Daniel Carvalho
- Stephen Elliott
- Leandro Fernández
- Iain Hume
- Nilmar

2 bàn
- Osmar Ferreyra
- Anthony Danze
- Erwin Carrillo
- Jaime Castrillón
- Victor Montano
- David Limberský
- Stephen Paisley
- Sota Hirayama
- Mamadi Berthe
- Sergio García
- Bobby Convey
- Alexander Geynrikh

1 bàn
- 57 cầu thủ với một bàn thắng.

## Bảng xếp hạng giải đấu
| VT | Đội              | ST | T | H | B | BT | BB | HS | Đ  | Chung cuộc            |
| -- | ---------------- | -- | - | - | - | -- | -- | -- | -- | --------------------- |
| 1  | Brasil           | 7  | 5 | 1 | 1 | 14 | 6  | +8 | 16 | Vô địch               |
| 2  | Tây Ban Nha      | 7  | 5 | 0 | 2 | 8  | 4  | +4 | 15 | Á quân                |
| 3  | Colombia         | 7  | 4 | 2 | 1 | 10 | 5  | +5 | 14 | Hạng ba               |
| 4  | Argentina        | 7  | 5 | 0 | 2 | 12 | 8  | +4 | 15 | Hạng tư               |
|    |                  |    |   |   |   |    |    |    |    |                       |
| 5  | Hoa Kỳ           | 5  | 3 | 0 | 2 | 9  | 6  | +3 | 9  | Bị loại ở Tứ kết      |
| 6  | Nhật Bản         | 5  | 3 | 0 | 2 | 6  | 10 | −4 | 9  | Bị loại ở Tứ kết      |
| 7  | UAE (H)          | 5  | 2 | 1 | 2 | 4  | 6  | −2 | 7  | Bị loại ở Tứ kết      |
| 8  | Canada           | 5  | 2 | 0 | 3 | 4  | 6  | −2 | 6  | Bị loại ở Tứ kết      |
|    |                  |    |   |   |   |    |    |    |    |                       |
| 9  | Cộng hòa Ireland | 4  | 2 | 1 | 1 | 8  | 6  | +2 | 7  | Bị loại ở Vòng 16 đội |
| 10 | Úc               | 4  | 2 | 1 | 1 | 6  | 5  | +1 | 7  | Bị loại ở Vòng 16 đội |
| 11 | Burkina Faso     | 4  | 2 | 1 | 1 | 2  | 1  | +1 | 7  | Bị loại ở Vòng 16 đội |
| 12 | Slovakia         | 4  | 2 | 0 | 2 | 6  | 4  | +2 | 6  | Bị loại ở Vòng 16 đội |
| 13 | Paraguay         | 4  | 2 | 0 | 2 | 4  | 4  | 0  | 6  | Bị loại ở Vòng 16 đội |
| 14 | Bờ Biển Ngà      | 4  | 1 | 2 | 1 | 4  | 5  | −1 | 5  | Bị loại ở Vòng 16 đội |
| 15 | Ai Cập           | 4  | 1 | 1 | 2 | 2  | 3  | −1 | 4  | Bị loại ở Vòng 16 đội |
| 16 | Hàn Quốc         | 4  | 1 | 0 | 3 | 3  | 5  | −2 | 3  | Bị loại ở Vòng 16 đội |
|    |                  |    |   |   |   |    |    |    |    |                       |
| 17 | Đức              | 3  | 1 | 0 | 2 | 3  | 5  | −2 | 3  | Bị loại ở Vòng bảng   |
| 18 | Mali             | 3  | 1 | 0 | 2 | 4  | 7  | −3 | 3  | Bị loại ở Vòng bảng   |
| 19 | Ả Rập Xê Út      | 3  | 0 | 2 | 1 | 2  | 3  | −1 | 2  | Bị loại ở Vòng bảng   |
| 19 | Séc              | 3  | 0 | 2 | 1 | 2  | 3  | −1 | 2  | Bị loại ở Vòng bảng   |
| 21 | Anh              | 3  | 0 | 1 | 2 | 0  | 2  | −2 | 1  | Bị loại ở Vòng bảng   |
| 22 | México           | 3  | 0 | 1 | 2 | 2  | 5  | −3 | 1  | Bị loại ở Vòng bảng   |
| 23 | Uzbekistan       | 3  | 0 | 0 | 3 | 3  | 6  | −3 | 0  | Bị loại ở Vòng bảng   |
| 24 | Panamá           | 3  | 0 | 0 | 3 | 1  | 4  | −3 | 0  | Bị loại ở Vòng bảng   |